# Gilchristinidae
 (juillet 2023).
Famille
Les Gilchristinidae sont une famille de chromistes de l'embranchement des Ciliophora, de la classe des Litostomatea et non attribués à un ordre par GBIF.

## Étymologie
Le nom de la famille vient du genre type Gilchristina, donné en l'honneur du Docteur J.D.F. Gilchrist ichtyologiste sud-africain.

## Liste des genres
Selon GBIF (4 juillet 2023) :
- Gilchristina Ito, Ishihara & Imai, 2014

## Systématique
Le nom correct de ce taxon est Gilchristinidae Ito (d), Ishihara (d) & Imai (d), 2014.

## Publication originale
- (en) Akira Ito, Miki Ishihara et Soichi Imai, « Bozasella gracilis n. sp. (Ciliophora, Entodiniomorphida) from Asian elephant and phylogenetic analysis of entodiniomorphids and vestibuliferids », European Journal of Protistology, vol. 50, no 2,‎ 2014, p. 134-152 (ISSN 1618-0429, lire en ligne).